# Infeção pelo vírus do Nilo Ocidental
A infeção pelo vírus do Nilo Ocidental ou febre do Nilo Ocidental é uma doença infecciosa geralmente transmitida por mosquitos e causada pelo vírus do Nilo Ocidental. Em cerca de 80% dos casos de infeção as pessoas apresentam poucos ou nenhuns sintomas. Cerca de 20% das pessoas desenvolve febre, dores de cabeça, vómitos ou erupções cutâneas. Em menos de 1% dos casos ocorre encefalite ou meningite, às quais estão associadas rigidez da nuca, confusão ou crises epilépticas. A recuperação da doença pode levar semanas ou meses. Nos casos graves em que o sistema nervoso é afetado o risco de morte é de cerca de 10%.
O vírus do Nilo Ocidental é geralmente transmitido por mosquitos infetados. Os mosquitos ficam infetados quando se alimentam de aves infetadas, as quais são reservatórios naturais da doença. Em casos raros, o vírus é transmitido através transfusões de sangue, transplantes de órgãos ou da mãe para o bebé durante a gravidez. Para além destas, não se conhece outras formas de transmissão direta entre pessoas. Os fatores de risco para desenvolver doença grave incluem idade superior a 60 anos e ter outros problemas de saúde. O diagnóstico geralmente baseia-se nos sintomas e é confirmado com análises ao sangue.
Não existe vacina humana. A forma mais segura de diminuir o risco de infeção é evitar picadas de mosquito. As populações de mosquitos podem ser reduzidas eliminando reservatórios de água estagnada, como pneus abandonados, baldes, caleiras e piscinas. Quando não é possível evitar mosquitos, a utilização de repelentes, proteções nas janelas e redes mosquiteiras diminui a probabilidade de ser picado. Não existe tratamento específico para a doença, embora os analgésicos possam diminuir a intensidade dos sintomas.
O vírus foi descoberto no Uganda em 1937 e já foi detetado na Europa, África, Ásia, Austrália e América do Norte. A transmissão pode ocorrer em surtos. O vírus pode também infetar cavalos, para os quais está disponível uma vacina. A implementação de um sistema de vigilância de aves pode ser útil para deteção precoce de potenciais surtos em seres humanos.